# Courcouronnes
Courcouronnes este o fostă comună franceză situată în departamentul Essonne, în regiunea Île-de-France.
Anterior sat cu mai puțin de două sute de locuitori până la sfârșitul anilor 1960, comuna și-a văzut demografia explodând începând cu debutul anilor 1970, odată cu realizarea proiectului de oraș nou Évry.
Urbanizată foarte rapid, îmbinând cartiere de vile la vest de autostrada A6 și blocuri mari la est, totul separat de o vastă zonă de activitate care găzduiește astăzi companii prestigioase precum Accor sau Arianespace, Courcouronnes este o comună suburbană a aglomerației pariziene.
La 1 ianuarie 2019, a fuzionat cu Évry pentru a forma noua comună Évry-Courcouronnes.

## Geografie

### Localizare
Courcouronnes este situată în regiunea Île-de-France, în nord-estul departamentului Essonne, care este total integrat în aglomerația pariziană, în nord-estul regiunii naturale Hurepoix.
Comuna ocupă un teritoriu de patru sute treizeci și șapte de hectare, dintre care aproape 90% sunt urbanizate și peste 60% construite, cuprins într-un pătrat cu latura de trei kilometri. Institutul Național de Informații Geografice și Forestiere atribuie coordonatele geografice 48°37’06" nord și 02°24’29" punctului central al acestui teritoriu.
Situat pe un platou, teritoriul se întinde între altitudinile de șaptezeci și șapte de metri și nouăzeci și șase de metri. Este traversat în extremitatea nordică de linia ferată Grigny-Corbeil-Essonnes, fără ca nicio gară să fie situată în comună, de la nord la sud de traseele autostrăzii A6 și ale drumului național 104, precum și de drumurile departamentale RD 153 și 446.
Comuna este situată la 27 de kilometri sud-est de Paris-Notre-Dame, punctul zero al drumurilor din Franța, 3 kilometri vest de Évry, 5 kilometri nord-vest de Corbeil-Essonnes, 10 kilometri est de Montlhéry, 12 kilometri nord-est de Arpajon, 15 kilometri nord de La Ferté-Alais, 16 kilometri sud-est de Palaiseau, 24 de kilometri nord-vest de Milly-la-Forêt, 28 de kilometri nord-est de Étampes și 31 de kilometri nord-est de Dourdan.

### Hidrografie
Niciun curs de apă nu traversează teritoriul comunei. Cu toate acestea, mai multe puncte de apă au fost amenajate de-a lungul istoriei.
În vest, au fost amenajate rigole pentru a drena platoul agricol. De la sud la nord, comuna este traversată de apeductul Vanne și Loing, construit în secolul al XIX-lea, care furnizează apă potabilă parizienilor, vărsându-se în rezervorul Montsouris. În sud-est a fost amenajat în anii 1970 lacul Courcouronnes, destinat să primească apele pluviale din aglomerația orașului nou Évry. Acesta este completat de două canale, unul purtând numele Noël-Marteau și celălalt dând numele cartierului Canal.

### Relief și geologie
Comuna este situată în estul platoului Hurepoix, teritoriul este relativ plat, cu o altitudine minimă fixată la șaptezeci și șapte de metri în nord, în cartierul Canal, și o altitudine maximă de nouăzeci și șase de metri în centrul orașului și centrul teritoriului, borna cea mai apropiată fiind fixată la nouăzeci și unu de metri, la o distanță de o mie cinci sute de metri. Acest punct culminant domină un teritoriu în pantă lină spre vest, la șaptezeci și opt de metri, spre sud și est, cu o altitudine de optzeci și unu de metri.
Subsolul este compus din succesiuni de straturi de nisip și piatră, marnă și ghips peste un strat profund de calcar, tipic Bazinului parizian.

### Comune limitrofe
| Ris-Orangis | Ris-Orangis | Évry   |
| Bondoufle   |             | Évry   |
| Bondoufle   | Lisses      | Lisses |

## Toponimie
Corcorona în secolul al XIII-lea, Cors Coronae.
Numele comunei provine din cuvântul galic cour-cou-ronne care înseamnă „sat în coroană pe înălțime”[39]. Comuna a fost creată în 1793 sub numele său actual, o ortografie alternativă Courcouronne a fost introdusă de Buletinul legilor în 1801.

## Istorie

### Origini
Existența satului este atestată din secolul al X-lea.
În jurul anului 966, seneșalul Parisului, Theudon, a oferit azil moaștelor Sfântului Gwenaël, în locul numit astăzi Saint-Guénault, iar în 1191 a fost construită prima biserică în apropierea vechiului drum spre Versailles.
În secolul al XVII-lea, domeniul aparținea ministrului Nicolas de Bailleul.
În timpul Revoluției Franceze, în 1793, domeniul Courcouronnes a fost vândut ca bun național familiei Decauville.
În 1855 a fost construită prima școală din sat.

### Construcția unui oraș nou
La începutul anilor 1960, guvernul a lansat proiectul orașelor noi, alegând ca una dintre locații regiunea Évry.
În 1966 a fost creat sindicatul intercomunal de studiu și amenajare a regiunii Évry.
Primii locuitori s-au instalat în 1971, iar în 1981 s-a deschis spitalul Louise-Michel, la acea vreme unul dintre cele mai mari din sector. Cartierul Canal a fost inaugurat în 1985.
Moscheea din Évry-Courcouronnes s-a deschis în 1994[44], iar biserica Notre-Dame-de-la-Nativité a fost restaurată în 1997.
Pe 12 octombrie 2018, un decret prefectural a consfințit fuziunea dintre Évry și Courcouronnes în cadrul noii comune Évry-Courcouronnes, care a intrat în vigoare la 1 ianuarie 2019.

### Date demografice
Evoluția numărului de locuitori este cunoscută prin recensămintele populației efectuate în comună începând din 1793. Pentru comunele cu mai puțin de 10 000 de locuitori, un recensământ al întregii populații este realizat la fiecare cinci ani, populațiile legale pentru anii intermediari fiind estimate prin interpolare sau extrapolare.
În 2016, comuna număra 13 427 locuitori, în scădere cu -2,79 % față de 2010 (Essonne: +2,89 %, Franța fără Mayotte: +2,11 %).
| An        | 1793 | 1821 | 1841 | 1851 | 1876 | 1886 | 1901 | 1921 | 1936 | 1962 | 1982  | 2006   | 2014   | 2016   |
| --------- | ---- | ---- | ---- | ---- | ---- | ---- | ---- | ---- | ---- | ---- | ----- | ------ | ------ | ------ |
| Populație | 154  | 148  | 163  | 170  | 205  | 202  | 180  | 195  | 185  | 164  | 5 071 | 14 409 | 13 265 | 13 427 |

## Cultură locală și patrimoniu

### Locuri si monumente
- Două borne rutiere cu fleur de lis, pe drumul spre Versailles, înscrise în lista monumentelor istorice pe 22 martie 1934[12].
- Biserica Notre-Dame-de-la-Nativité-de-la-Très-Sainte-Vierge datează din secolul al XII-lea. Astăzi nu mai există decât corul și vârful clopotniței.
- Ferma Bois Briard din secolul al XVIII-lea.
- Sculptura de escaladă intitulată Doamna Lacului, construită în 1975 de artistul de origine maghiară Pierre Szekely.

## Personalități =
- Maxime Brunerie (1977- ), autorul unei tentative eșuate de asasinat asupra președintelui Republicii Franceze Jacques Chirac, s-a născut aici;
- Mehdi Benatia (1987- ), fotbalist, s-a născut aici;
- Sarah Michel (1989- ), jucătoare de baschet, a fost licențiată aici;
- Grâce Zaadi (1993- ), handbalistă, s-a născut aici;
- Houboulang Mendes (1998-), fotbalist, s-a născut aici.